# Trichorhina guanophila
Trichorhina guanophila är en kräftdjursart som beskrevs av Souza-Kury 1993. Trichorhina guanophila ingår i släktet Trichorhina och familjen myrbogråsuggor. Inga underarter finns listade i Catalogue of Life.